# Into the Woods
Into the Woods è un musical con testi e musiche di Stephen Sondheim e libretto di James Lapine. Basato sul libro Il mondo incantato, di Bruno Bettelheim, è una rivisitazione delle più tradizionali fiabe del mondo (in particolare dei Fratelli Grimm) che esplora le conseguenze dei desideri e richieste dei personaggi. I personaggi principali sono presi da Cappuccetto Rosso, Jack e il fagiolo magico, Raperonzolo e Cenerentola. Ha debuttato al Old Globe Theatre di San Diego il 1986, e premiato a Broadway il 5 novembre 1987. La performance di Bernadette Peters della strega e di Joanna Gleason come moglie del fornaio ha portato fama alla produzione durante l'esibizione a Broadway. Into the Woods ha vinto diversi Tony Awards, incluse migliore colonna sonora, miglior libretto, e miglior attrice protagonista nel musical (Joanna Gleason), in un anno dominato dal Fantasma dell'Opera.

## Trama

### Prologo
Il musical si apre con il narratore che presenta i personaggi principali e i loro sogni e desideri: Cenerentola, maltrattata dalla matrigna e dalle sorellastre, desidera più di ogni altra cosa al mondo di partecipare al ballo reale; Jack, vessato da una madre iperprotettiva che lo considera un sempliciotto, vorrebbe che la vecchia mucca Bianchina potesse tornare a dare il latte come un tempo; il fornaio e sua moglie desiderano tanto avere un figlio (Once upon a time). D'un tratto, nella bottega del fornaio entra una graziosa bambina, Cappuccetto Rosso, che chiede una pagnotta da portare alla nonna malata nel bosco. La piccola, nonostante il suo aspetto carino e angelico, rivela un appetito spaventoso e non esita a rubare di soppiatto dei dolciumi dalla bottega per saziarlo, mentre millanta al fornaio e a sua moglie di non avere paura di addentrarsi da sola nel folto del bosco (Into the woods). Nel frattempo, la matrigna di Cenerentola promette alla figliastra di portarla al ballo insieme alle sue figlie solo se sarà capace di vagliare dalla cenere del focolare una scodella di lenticchie prima che siano passate due ore. Cenerentola chiede aiuto ai suoi amici, gli uccellini, per riuscire a portare a termine il compito e realizzare così il suo sogno, senza sospettare che la matrigna non ha alcuna intenzione di mantenere la promessa (Fly, birds). Intanto, dopo che Cappuccetto Rosso ha lasciato la panetteria, nella bottega è entrata la Strega, un'orribile megera, che spiega al fornaio e alla sua signora il perché non riescano ad avere bambini: molti anni prima, la madre del fornaio, in attesa della sua secondogenita, colta da una voglia irrefrenabile di mangiare le verdure che crescevano nel giardino della Strega, aveva spinto il marito a rubargliene di nascosto. L'uomo era stato colto sul fatto dalla maga che aveva chiesto, in cambio degli ortaggi, la bambina che sarebbe nata. L'uomo aveva accettato ma, senza saperlo, aveva sottratto alla strega, oltre a verdure di vario genere, anche una manciata di fagioli magici, che la madre della strega aveva raccomandato di serbare con cura, pena una terribile punizione. Per via del furto dei fagioli, la Strega era stata colpita dalla punizione materna ed era diventata vecchia e brutta. Infuriata, dopo essersi presa la figlia dei fornai, che aveva chiamato Raperonzolo, lanciò loro una terribile maledizione, condannando loro e i loro discendenti alla sterilità (Witch's entrance). Intanto, la madre di Jack, nonostante la riluttanza del figlio, lo convince a portare la mucca al mercato per venderla (Jack, Jack, Jack, head in a sack!). La Strega spiega ai fornai che l'unico modo per rompere la maledizione è una pozione magica, della quale essi dovranno cercare i quattro ingredienti principali nel fitto del bosco prima che siano passati tre giorni: la mucca bianca come il latte; il mantello rosso come il sangue; i capelli dorati come il grano; la scarpetta pura come l'oro (You wish to have the Curse Reversed). Nel frattempo, Cenerentola, nonostante abbia raccolto tutte le lenticchie dalla cenere, viene ugualmente lasciata a casa dalla matrigna, dalle sorellastre e dal padre, troppo debole per ribellarsi alla crudele moglie (Ladies, our carridge waits). Così tutti i protagonisti decidono di affrontare l'oscura foresta per riuscire in qualche modo a vedere i loro desideri diventare realtà: Cenerentola si reca alla tomba di sua madre per chiederle aiuto per andare al ballo; Jack va al mercato per vendere la mucca; il fornaio e sua moglie entrano nel bosco per trovare gli ingredienti per la pozione magica; Cappuccetto Rosso va a trovare la nonna malata (Into the woods).

### Atto I
Cenerentola, recatasi alla tomba di sua madre, viene aiutata dal suo spirito sotto forma di albero che le dona un vestito d'argento e un paio di scarpette d'oro per andare al ballo (Cinderella at the grave). Nel frattempo, Cappuccetto Rosso incontra il Lupo Cattivo che, con fare seducente, la spinge a deviare dalla strada maestra per raccogliere dei fiori per sua nonna (Hello, little girl). Il fornaio e sua moglie riescono a procurarsi il primo ingrediente: approfittandosi dell'ingenuità di Jack, scambiano cinque fagioli magici, di quelli che il padre del fornaio aveva rubato alla Strega, con la mucca Bianchina. Il ragazzo prende commiato dalla sua vecchia amica (I guess this is goodbye) e fa ritorno a casa, dove la madre lo spedisce a letto senza cena per punizione e getta i fagioli dalla finestra. Anche il fornaio sembra dubitare dei poteri magici dei fagioli e si sente in colpa per avere truffato Jack, ma la moglie lo consola dicendogli che forse i fagioli sono davvero magici, e che comunque il loro scopo è avere un figlio, a qualunque prezzo (Maybe they're really magic). La Strega, intanto, penetra nell'oscura foresta per fare visita alla sua adorata figlia adottiva, Raperonzolo, da lei chiusa in un'alta torre senza porte né scale, per timore che qualcuno possa portargliela via, e sulla quale riesce a salire, arrampicandosi sui lunghi capelli di Raperonzolo. La fanciulla è però stanca della sua vita in solitudine e si rende conto che la compagnia della madre non le basta più (Our little world) e inizia, di nascosto dalla Strega, una relazione amorosa con un Principe. Intanto Cappuccetto Rosso è arrivata a casa della nonna, ma con sua gran sorpresa, vi trova il Lupo travestito da nonna che la divora. Il fornaio, giunto anch'egli alla casetta, apre con un coltellaccio la pancia del Lupo, dalla quale escono illese la nonna e Cappuccetto Rosso. La bambina per ringraziare l'uomo gli fa dono del suo cappuccio rosso (così il fornaio ottiene il secondo ingrediente) e si ripromette, con l'amarezza nel cuore di chi ha detto addio all'ingenuità dell'infanzia, di fare più attenzione d'ora in poi e di non prestare più fede agli sconosciuti (I know things now). Nel frattempo, la moglie del fornaio incontra Cenerentola che fugge via dal palazzo, inseguita dal Principe. La fanciulla racconta alla donna la sua serata e di come si sia innamorata del Principe (A very nice Prince).
Ad un tratto, la conversazione si interrompe, poiché Cenerentola si accorge di uno strano fenomeno: un qualcosa, come una gigantesca pianta di fagioli, sta crescendo all'orizzonte. A quel punto, la moglie del fornaio si accorge che le scarpe di Cenerentola sono fatte d'oro e tenta di sottrargliene una, ma la ragazza fugge via allo scoccare della mezzanotte, che segna la fine del primo giorno di ricerche (First Midnight). Jack, arrampicatosi sulla pianta di fagioli, ruba un sacco di monete d'oro dal castello di un orco che vive sulle nuvole (Giants in the sky). Nel frattempo, il Principe, innamorato di Cenerentola, e il Principe, amante di Raperonzolo, che rivelano di essere fratelli, si scambiano le reciproche pene di cuore in un appassionato, ma al contempo ilare, duetto (Agony). La moglie del fornaio, dopo avere udito di nascosto le loro confidenze, si reca sotto la torre e riesce, con l'inganno, a strappare una ciocca di capelli dorati dalla lunga chioma di Raperonzolo. Il fornaio, lodando l'ingegno della moglie, accetta il suo aiuto, nonostante prima fosse convinto che la donna potesse essere solo d'impaccio nelle ricerche (It takes two). Improvvisamente, irrompe Jack, appena tornato per la seconda volta dal castello dell'orco, questa volta dopo avere rubato una gallina che depone uova d'oro, il quale reclama la proprietà della mucca Bianchina. Scoppia una lite, durante la quale, la vecchia mucca, provata da tutte le fatiche, muore. Il fornaio e la moglie si ritrovano così con due soli ingredienti, piuttosto che tre, ed è oramai trascorso anche il secondo giorno.
La scena si oscura. Entra la Strega trascinando furibonda Raperonzolo, poiché ha scoperto la sua tresca con il Principe. La megera implora disperatamente la figlia di non lasciarla e di restare per sempre la "sua bambina" (Stay with me) ma, di fronte alla riottosità della fanciulla, le taglia i lunghi capelli e la confina con un incantesimo in un luogo deserto fintanto che non avrà imparato la lezione. Dopodiché, quando il Principe si reca alla torre per la sua visita, lo acceca. Intanto, Cenerentola rincasa dopo la sua ultima sera al ballo reale, resasi conto che il Principe tiene davvero a lei, poiché per trattenerla ha spalmato sullo scalone del castello della pece, nella quale è rimasta appicicata una delle sue scarpette d'oro, durante la fuga (On the steps of the palace). La scarpetta spaiata viene donata da Cenerentola alla moglie del fornaio, dopo ch'ella le ha ceduto l'ultimo fagiolo magico. Il fornaio, trovata un'altra mucca (che però è solo dipinta di bianco), si reca con la moglie dalla Strega, la quale fa tornare in vita Bianchina con una magia ma l'esito di preparare la pozione è comunque fallimentare. Infatti, i capelli di Raperonzolo non potevano essere adoperati per la preparazione del filtro, poiché gli ingredienti non dovevano essere stati toccati antecedentemente dalla Strega, in quanto anch'essa è una vittima della maledizione. Interviene un misterioso omino che sostituisce i capelli di Raperonzolo con la peluria gialla di una pannocchia. La pozione funziona: la Strega riacquista la perduta giovinezza e il misterioso omino, che è in realtà il padre del fornaio che egli credeva morto, lieto che la maledizione sia alfine spezzata, muore tra le braccia del figlio ritrovato. La Strega corre a cercare Raperonzolo per porre fine alla sua punizione e ricondurla a casa in cima alla torre, ma la ritrova in compagnia del Principe, che ha riacquistato magicamente la vista grazie alle lacrime d'amore di Raperonzolo, e dei due gemelli avuti da lui. Disperata, la Strega le offre un'ultima possibilità: lasciare il Principe e i figli o incorrere nella sua ira. Raperonzolo rifiuta di seguirla e la Strega prova a lanciare alla coppia una maledizione, ma scopre che i suoi poteri magici sono svaniti: la pozione gliele ha tolti per sempre in cambio della giovinezza e della bellezza. Nel frattempo, Cenerentola è stata ritrovata dal suo Principe grazie alla scarpetta d'oro e può finalmente lasciare la sua vita di miserie. Jack, dopo avere rubato all'orco per l'ultima volta una magica arpa, abbatte la pianta di fagioli, uccidendo il gigante. Tutto è bene quel che finisce bene: Cenerentola e il Principe si sposano, mentre alle sorellastre vengono strappati via gli occhi dagli uccellini, amici di Cenerentola, come punizione per la loro cattiveria; Jack e la madre cominciano una vita agiata; Raperonzolo si sposa con il Principe; la moglie del fornaio aspetta finalmente un bambino. Insomma, ai protagonisti non rimane altro che godersi il resto della loro vita "per sempre felici e contenti" (Ever after). Ma all'orizzonte si profila una nuova minaccia: l'ultimo fagiolo magico che Cenerentola ha malaccortamente gettato via, inizia a germogliare.

### Atto II
Il secondo atto si apre con il narratore che introduce nuovamente i protagonisti qualche tempo dopo gli avvenimenti del primo atto che, a dispetto del loro sedicente lieto fine, sono insoddisfatti dalla banalità del quotidiano e atterriti dall'eterno oblio che li attende dopo il fatidico "per sempre felici e contenti": Cenerentola è annoiata dalla sua nuova vita come Principessa ed è ancora vessata dalla falsità della matrigna e delle sorelle che l'hanno seguita a corte e che ora non fanno altro che coccolarla e blandirla per ottenerne privilegi e tornaconto; Jack vorrebbe delle nuove avventure; il fornaio e sua moglie una casa più grande dove crescere il loro bambino appena nato (Once upon a time again - So happy).
Ad un tratto, la Strega, ora una donna comune, va a visitare i fornai per avvertirli della presenza di un orco che ha distrutto il suo giardino e sta ora devastando il regno. Il fornaio decide di chiedere aiuto alla Principessa Cenerentola, la quale però si rifiuta, poiché pensa che questo sia un compito che spetta al Principe, suo sposo, che temporaneamente non si trova a corte. Ed ecco che dalla finestra della sala del trono, arrivano gli uccellini, amici di Cenerentola, per comunicarle che l'orco ha distrutto la tomba di sua madre nel bosco. La fanciulla decide allora di intervenire e di recarsi nella foresta per controllare la situazione; Jack approfitta dell'evento per regalare una pausa alla sua vita uggiosa e va in cerca dell'orco; i fornai e Cappuccetto Rosso, che ha perso la madre uccisa dall'orco, decidono di andare nel bosco insieme alla Strega e agli altri abitanti del regno per trovare un rifugio dalla furia devastatrice del mostro e insieme trovare una soluzione (Into the woods - Reprise).
Nel bosco si ritrovano anche il Principe di Cenerentola e suo fratello, il quale sta cercando la moglie Raperonzolo, fuggita in preda ad una crisi isterica, dopo avere scoperto che il marito la tradisce con una certa Biancaneve. Anche il Principe di Cenerentola rivela al fratello di trovarsi nella foresta perché dietro ad una nuova conquista: la bellissima principessa Rosaspina, che giace addormentata in un castello circondato da rovi. Ed è a questo punto che i principi rivelano tutta la loro superficialità e la vacuità dei loro sentimenti (Agony - Reprise).
Improvvisamente, la foresta si popola di tutti i personaggi che cercano di fuggire dall'orco, ma ecco che questo si rivela essere la moglie dell'orco ucciso da Jack, che vorrebbe vendicare il marito e ordina loro di consegnarle immediatamente Jack. La madre di Jack rifiuta e insulta l'orchessa, ma il gran ciambellano, nel tentativo di farla tacere, la uccide accidentalmente. Prima di morire, la donna fa promettere al fornaio di non consegnare mai Jack all'orchessa. Ad un tratto, compare Raperonzolo, la quale, disperata, piuttosto che tornare dal marito si uccide gettandosi spontaneamente nelle fauci dell'orchessa. La Strega assiste impotente alla morte dell'amata figlia e tra le lacrime ammette l'impossibilità di salvare i figli dal destino che essi vogliono costruirsi, senza dare retta all'esperienza e alla saggezza dei genitori (Witch's lament - Children won't listen). La Strega decide di trovare Jack per consegnarlo all'orchessa e porre fine a tutto. Nel frattempo, la moglie del fornaio ha un incontro amoroso con il Principe marito di Cenerentola (Any moment), ma subito dopo si rende conto che l'effimero idillio non potrà mai avere lo stesso valore della vita insieme all'amato marito e decide di dimenticare la storia (Moments in the woods) , ma viene subito dopo schiacciata a morte dall'orchessa. La Strega ritorna dal fornaio, Cenerentola e Cappuccetto Rosso, portando con sé Jack e la notizia della morte della moglie del fornaio. L'uomo, adirato per il dolore, incolpa Jack dell'accaduto. Segue una lite tra i protagonisti, ognuno dei quali cerca di scaricare la colpa sull'altro (Your fault), al che la Strega impone il silenzio e accusa tutti loro di non sapersi assumere le loro responsabilità ed esprime tutta la sua delusione sul genere umano, sciocco e corrotto, per poi svanire nel nulla (Last Midnight). Il fornaio decide di fuggire via e di abbandonare anche suo figlio, per non dovere mai più soffrire. Ma ecco che appare lo spirito di suo padre che lo aiuta a comprendere che non serve a nulla fuggire dai problemi, ma bisogna saperli affrontare o essi torneranno sempre a tormentarci (No more). Nel frattempo Cenerentola spiega a Cappuccetto Rosso, che ha scoperto che anche sua nonna è stata uccisa dall'orchessa, che, nonostante tutto, nessuno è mai veramente solo ad affrontare le difficoltà e si può sempre contare sull'aiuto e l'appoggio dei veri amici (No one is alone). Il fornaio ritorna dagli altri e insieme finalmente ideano un piano per sconfiggere l'orchessa, aiutati dagli uccellini. Il piano ha successo e finalmente la pace ritorna nel regno. Cenerentola decide di separarsi dal Principe e va a vivere nella casa del fornaio insieme a Jack e Cappuccetto Rosso, ammettendo con un sorriso di avere sempre amato le faccende domestiche e che la vita di palazzo non fa per lei. Il quartetto si trova così unito nell'affrontare il futuro e confessano di non avere più paura di quello che li attende "nel folto del bosco" perché ora sanno come fronteggiarlo con coraggio e determinazione. Appare la Strega insieme a tutti i personaggi, vivi e morti, ognuno dei quali comunica la morale desunta dalla propria esperienza in questa straordinaria fiaba che è la vita, mentre la maga ammonisce il pubblico sulla pericolosità dei desideri e sull'inesistenza di azioni che siano prive di conseguenze, anche in innocenti racconti di fate (Finale - Children will listen).

## Produzioni
Dopo il debutto a San Diego, nel 1987, lo spettacolo è stato portato in scena a Broadway nel 1987, con protagoniste Bernadette Peters e Joanna Gleason, ottenendo 3 Tony Awards (inclusi miglior partitura, miglior libretto e migliore attrice -Gleason-) e 4 Drama Desk Awards.
La produzione originale resta in scena per tre anni, ottenendo un incasso di circa 30 milioni di dollari.
Nel 1988 parte una tournée negli Stati Uniti, basata sulla versione proposta a Broadway mentre, nel 1990, lo spettacolo debutta nel West End di una nuova produzione.
Nel 2002 è stato realizzato a Broadway un revival dello spettacolo (con Vanessa L. Williams nel ruolo della strega), mentre un'altra versione è stata presentata al Covent Garden di Londra nel 2007.
Il cast originale di Broadway ha realizzato nel 1991 una versione televisiva dello spettacolo, mentre nel 1997 gli interpreti si sono riuniti per uno spettacolo speciale in occasione del decimo anniversario.

## Personaggi ed interpreti
| Ruolo                      | Original Broadway production 1987                     | First US National Tour 1988 | London production 1990 | London, Donmar Warehouse, 1998 | Broadway revival 2002              | London revival 2007 | Regent's Park Open Air Theatre production 2010 | 2012 Public Theater Shakespeare in the Park production    | Hollywood Bowl, 2019 |
| -------------------------- | ----------------------------------------------------- | --------------------------- | ---------------------- | ------------------------------ | ---------------------------------- | ------------------- | ---------------------------------------------- | --------------------------------------------------------- | -------------------- |
| Narratore                  | Tom Aldredge                                          | Rex Robbins                 | Nicholas Parsons       | Frank Middlemass               | John McMartin                      | Gary Waldhorn       | Eddie Manning, Ethan Beer, Joshua Swinney      | Jack Broderick                                            | Edward Hibbert       |
| Cenerentola                | Kim Crosby                                            | Kathleen Rowe McAllen       | Jacqui Dankworth       | Jenna Russell                  | Laura Benanti                      | Gillian Kirkpatrick | Helen Dallimore                                | Jessie Mueller                                            | Sierra Boggess       |
| Jack                       | Ben Wright                                            | Robert Duncan McNeill       | Richard Dempsey        | Christopher Pizzey             | Adam Wylie                         | Peter Caulfield     | Ben Stott                                      | Gideon Glick                                              | Gaten Matarazzo      |
| Fornaio                    | Chip Zien                                             | Ray Gill                    | Ian Bartholomew        | Nick Holder                    | Stephen DeRosa                     | Clive Rowe          | Mark Hadfield                                  | Denis O'Hare                                              | Skylar Astin         |
| Moglie del fornaio         | Joanna Gleason                                        | Mary Gordon Murray          | Imelda Staunton        | Sophie Thompson                | Kerry O'Malley                     | Anna Francolini     | Jenna Russell                                  | Amy Adams                                                 | Sutton Foster        |
| Matrigna di Cenerentola    | Joy Franz                                             | Jo Ann Cunningham           | Ann Howard             | Louise Davidson                | Pamela Myers                       | Elizabeth Brice     | Gaye Brown                                     | Ellen Harvey                                              | Edelyn Okano         |
| Florinda                   | Kay McClelland                                        | Susan Gordon-Clark          | Elizabeth Brice        | Caroline Sheen                 | Tracy Nicole Chapman               | Louise Bowden       | Amy Ellen Richardson                           | Bethany Moore                                             | Grace Yoo            |
| Lucinda                    | Lauren Mitchell                                       | Danette Cuming              | Liza Sadovy            | Cery Ann Gregory               | Amanda Naughton                    | Lara Pulver         | Amy Griffiths                                  | Jennifer Rias                                             | Stella KIm           |
| Madre di Jack              | Barbara Bryne                                         | Charlotte Rae               | Patsy Rowlands         | Sheila Reid                    | Marylouise Burke                   | Anne Reid           | Marilyn Cutts                                  | Kristine Zbornik                                          | Rebecca Spencer      |
| Cappuccetto Rosso          | Danielle Ferland                                      | Tracy Katz                  | Tessa Burbridge        | Sheridan Smith                 | Molly Ephraim                      | Suzie Toase         | Beverly Rudd                                   | Sarah Stiles                                              | Shanice Williams     |
| Strega                     | Bernadette Peters                                     | Cleo Laine                  | Julia McKenzie         | Clare Burt                     | Vanessa L. Williams                | Beverley Klein      | Hannah Waddingham                              | Donna Murphy                                              | Patina Miller        |
| Padre di Cenerentola       | Edmund Lyndeck                                        | Don Crosby                  | John Rogan             | Michael N. Harbour             | Dennis Kelly                       | Martin Nelson       |                                                | Chip Zien                                                 | Gregory North        |
| Madre di Cenerentola       | Merle Louise                                          | Nora Mae Lyng               | Eunice Gayson          | Dilys Laye                     | Laura Benanti                      | Gemma Wardle        | Gemma Wardle                                   | Laura Shoop                                               | Tamyra Gray          |
| Uomo misterioso            | Tom Aldredge                                          | Rex Robbins                 | John Rogan             | Michael N. Harbour             | John McMartin                      | Martin Nelson       | Billy Boyle                                    | Chip Zien                                                 | Anthony Crivello     |
| Lupo                       | Robert Westenberg                                     | Chuck Wagner                | Clive Carter           | Damian Lewis                   | Gregg Edelman & Christopher Sieber | Nicholas Garrett    | Michael Xavier                                 | Iván Hernández                                            | Cheyenne Jackson     |
| Raperonzolo                | Pamela Winslow                                        | Marguerite Lowell           | Mary Lincoln           | Samantha Lavender              | Melissa Dye                        | Christina Haldane   | Alice Fearn                                    | Tess Soltau                                               | Hailey Kilgore       |
| Principe di Raperonzolo    | Chuck Wagner                                          | Douglas Sills               | Mark Tinkler           | Matt Rawle                     | Christopher Sieber                 | Nic Greenshields    | Simon Thomas                                   | Cooper Grodin                                             | Chris Carmack        |
| Nonna di Cappuccetto Rosso | Merle Louise                                          | Nora Mae Lyng               | Eunice Gayson          | Dilys Laye                     | Pamela Myers                       | Linda Hibberd       | Valda Aviks                                    | Tina Johnson                                              | Tamyra Gray          |
| Principe di Cenerentola    | Robert Westenberg                                     | Chuck Wagner                | Clive Carter           | Damian Lewis                   | Gregg Edelman                      | Nicholas Garrett    | Michael Xavier                                 | Iván Hernández                                            | Cheyenne Jackson     |
| Messo del Principe         | Philip Hoffman                                        | Marcus Olson                | Peter Ledbury          | Tony Timberlake                | Trent Armand Kendall               | Byron Watson        | Mark Goldthorp                                 | Josh Lamon                                                | Daniel Lopez         |
| Gigante                    | Merle Louise                                          | Nora Mae Lyng               | Eunice Gayson          | Dilys Laye                     | Judi Dench (voce preregistrata)    | Linda Hibberd       | Judi Dench (voce preregistrata)                | Glenn Close (voce preregistrata)                          | Whoopi Goldberg      |
| Biancaneve                 | Jean Kelly (Cindy Robinson nella versione televisiva) | Megan Kelly                 |                        |                                |                                    |                     | Sophie Caton                                   | Victoria Cook                                             | Claire Adams         |
| Bella addormentata         | Maureen Davis                                         |                             | Kate Arneil            |                                |                                    |                     |                                                | Tess Soltau                                               | Monica Ricketts      |
| Mucca Bianchina            |                                                       |                             |                        | Michelle Blair/Zoe Walsham     | Chad Kimball                       |                     |                                                | Victoria Cook/Eric R. Williams/Johnny Newcomb/Laura Shoop |                      |
| Boscaiolo                  |                                                       |                             |                        |                                |                                    |                     | Marc Antolin                                   | Johnny Newcomb                                            | Richard Biglia       |
| Arpa                       |                                                       |                             |                        |                                |                                    |                     | Sophie Caton                                   | Victoria Cook                                             |                      |
| Hansel                     |                                                       |                             |                        |                                |                                    |                     |                                                | Eric R. Williams                                          |                      |
| Gretel                     |                                                       |                             |                        |                                |                                    |                     |                                                | Victoria Cook                                             |                      |

## Adattamento cinematografico
Nel dicembre 2014 il film tratto dal musical e diretto da Rob Marshall è uscito nelle sale statunitensi.